# Empoascanara nagpurensis
Empoascanara nagpurensis är en insektsart som först beskrevs av William Lucas Distant 1918.  Empoascanara nagpurensis ingår i släktet Empoascanara och familjen dvärgstritar. Inga underarter finns listade i Catalogue of Life.